# Psychoda quadrifilis
Psychoda quadrifilis är en tvåvingeart som beskrevs av Edwards 1928. Psychoda quadrifilis ingår i släktet Psychoda och familjen fjärilsmyggor. Inga underarter finns listade i Catalogue of Life.